# 미쿠니가오카역 (후쿠오카현)
미쿠니가오카역(일본어: 三国が丘駅)은 일본 후쿠오카현 오고리시에 위치한 서일본 철도 덴진오무타 선의 역이다. 역 번호는 T19이다.

## 역사
이전 발행의 규슈 철도 연선 안내도에는 쓰코와 미사와의 사이에 역명의 기재되지 않은 공백이 있고, 전쟁 전부터 역 설치 계획이 있었던 곳이다.
- 1992년 3월 25일: 개업.
- 2008년: IC카드 nimoca 사용 개시.
- 2012년 3월 24일: 다이아 개정에 의한 급행 정차역이 됨.
- 2017년 2월 1일: 역 번호 도입.

## 역 구조
상대식 승강장 2면 2선의 지상역이다. 교상 역사를 갖는다.

### 승강장
| 1 | ■ 덴진오무타 선 | 하행 | 오고리・구루메・오무타 방면             |
| 2 | ■ 덴진오무타 선 | 상행 | 지쿠시・후쓰카이치・후쿠오카(덴진) 방면 |

## 이용 현황
| 연도 | 1일 평균 승하차 인원 |
| ---- | -------------------- |
| 2000 | 4,295                |
| 2001 | 4,201                |
| 2002 | 4,091                |
| 2003 | 4,035                |
| 2004 | 4,004                |
| 2005 | 4,057                |
| 2006 | 4,124                |
| 2007 | 4,236                |
| 2008 | 4,323                |
| 2009 | 4,221                |
| 2010 | 4,392                |
| 2011 | 4,542                |
| 2012 | 5,043                |
| 2013 | 5,286                |
| 2014 | 5,321                |
| 2015 | 5,555                |
| 2016 | 5,645                |

## 역 주변
- 오고리 고등학교
- 미쿠니 중학교
- 규슈 역사 자료관
- 매장 문화재 조사 센터

## 사진

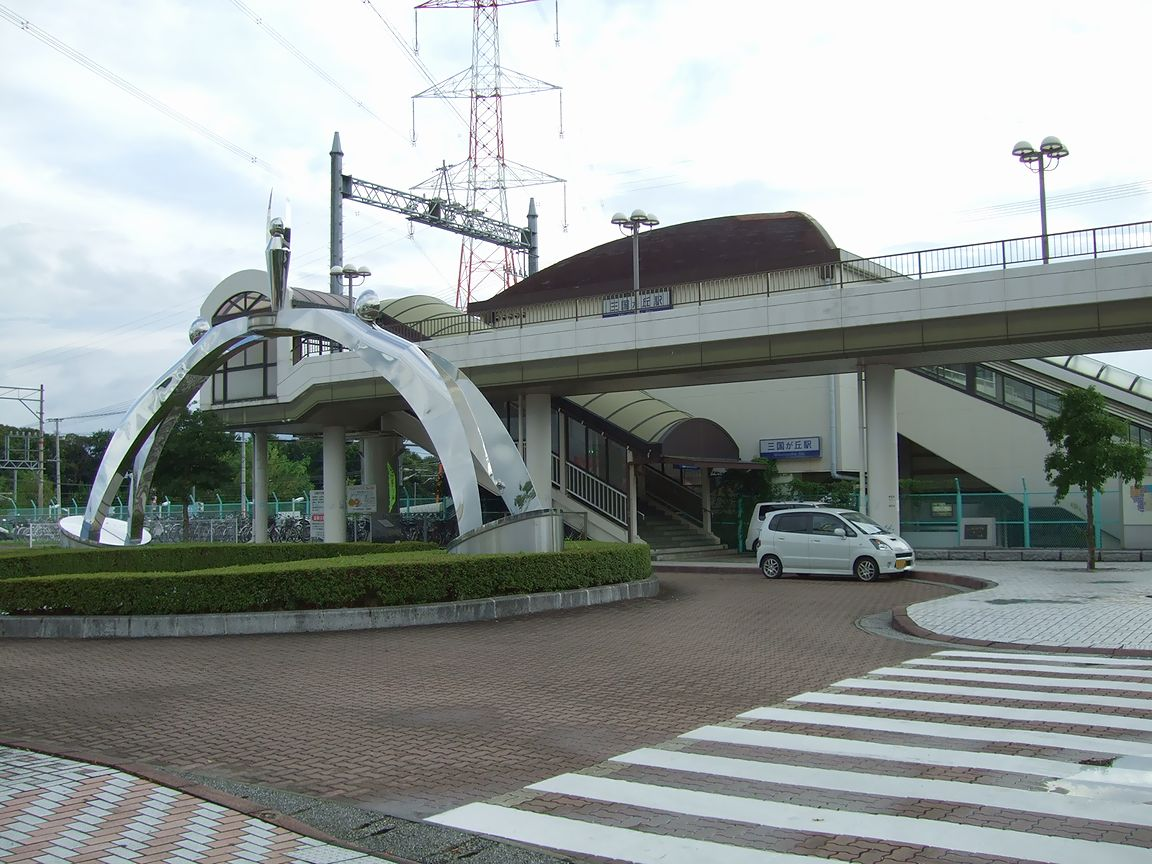
동쪽 출입구
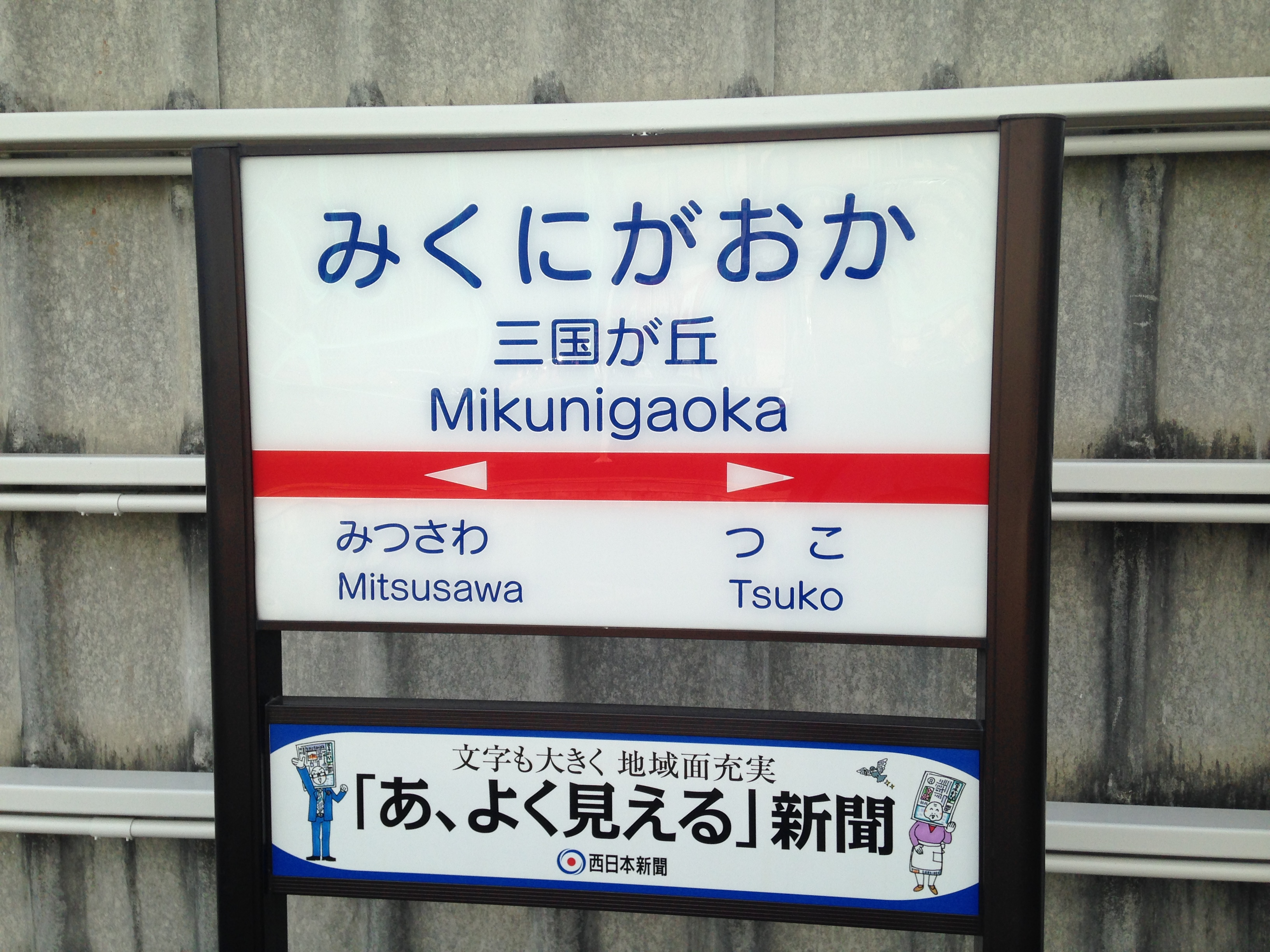
역명판

## 인접역
| 서일본 철도 ■ 덴진오무타 선             | 서일본 철도 ■ 덴진오무타 선 | 서일본 철도 ■ 덴진오무타 선    |
| --------------------------------------- | --------------------------- | ------------------------------ |
| T17 지쿠시 니시테쓰 후쿠오카(덴진) 방면 | ■ 급행                      | 니시테쓰오고리 T22 오무타 방면 |
| T18 쓰코 니시테쓰 후쿠오카(덴진) 방면   | ■ 보통                      | 미쓰사와 T20 오무타 방면       |